# Bolko III de Ziębice
Bolko III de Ziębice (Bolko II. von Münsterbergen en allemand, Bolko III Ziębicki  en polonais, Boleslav III. Minstrberský en tchèque) est un prince polonais de la dynastie Piast né vers 1344/1348 et mort le 13 juin 1410. Il règne sur le duché de Ziębice (Münsterberg en allemand) de 1358 à 1410.

## Biographie
Bolko III est le fils du duc Nicolas le Petit († 1358) et de son épouse Agnès de Leuchtenberg (morte en 1370). Mineur à la mort de son père, il est d'abord placé avec son frère cadet Henri sous la régence de leur mère. En 1360, Bolko III est capable de régner seul et d'assurer la tutelle de son frère, qui en pratique ne participera jamais au gouvernement du duché.
Bolko III suit la politique de son père et de son grand-père et cède une partie de ses domaines. Afin de pouvoir concrétiser son mariage avec Euphémie, la fille du duc de Bytom Boleslas, Bolko III est obligé de céder sa capitale Münsterberg. Cette union lui permet néanmoins de prendre le contrôle de Gliwice (en allemand Gleiwitz) en 1369. Quatre ans plus tard, en 1373, il cède la région au duc d'Oleśnica Conrad II le Gris.
En 1379, Bolko III vend également la cité de Kąty Wrocławskie (Kanth) au même Conrad II pour la somme de 4 000 fines. Six ans plus tard, en 1385, il cède aussi Strzelin (Strehen) au duc Przemysław Ier Noszak.
En 1368, après la mort du duc de Świdnica Bolko II le Petit sans héritier, Bolko III réclame son héritage comme le dernier mâle survivant de la lignée. Faute de moyens pour appuyer ses réclamations, il y renonce le 28 janvier 1370 contre compensation financière.
Bolko III est un fidèle serviteur de l'empereur Charles IV de Luxembourg, à la cour duquel il séjourne. Ses relations avec la maison de Luxembourg lui permettent de détenir le poste de juge de cour de 1396 à 1400, sous le règne du fils de Charles IV, le roi Venceslas IV de Bohême.
Bolko III meurt le 13 juin 1410. Il est inhumé dans le monastère cistercien de Henryków (Heinrichau).

## Mariage et descendance
Bolko III épouse entre juin 1369 et 26 mars 1370 Euphémie de Bytom (morte le 26 août 1411), fille du prince Boleslas de Bytom et veuve de Venceslas de Niemodlin. Le couple laisse plusieurs enfants : 
- Nicolas (1371/1385 – 9 novembre 1405) ;
- Jean (1380/1390 – 27 août 1428) ;
- Euphémie (vers 1370/1385 – 17 novembre 1447), épouse le comte Frédéric IV d'Oettingen (mort en 1423), elle tente de faire valoir ses droits à la succession du duché de Münsterberg entre 1428 et 1442 ;
- Catherine (vers 1390/1400 – 23 avril 1422), épouse le Přemyslide Przemko, duc d'Opava (mort en 1433) ;
- Henri II (vers 1396 – 11 mars 1420) ;
- Agnès (vers 1400 ? – avant le 25 avril 1431) ;
- Edwige (morte en enfance) ;
- Élisabeth (morte en enfance).

## Sources
- (en) Cet article est partiellement ou en totalité issu de l’article de Wikipédia en anglais intitulé « Bolko III of Münsterberg » (voir la liste des auteurs), édition du 30 juin 2014.
- (de) Europäische Stammtafeln Vittorio Klostermann, Gmbh, Francfort-sur-le-Main, 2004  (ISBN 3465032926),  Die Herzoge von Schweidnitz und Jauer †1368 und von Münsterberg †1428 des Stammes der Piasten  Volume III Tafel 12.
- (en) & (de) Peter Truhart, Regents of Nations, K. G Saur Münich, 1984-1988 (ISBN 359810491X), Art. « Münsterberg »  p. 2452.